# راهول روی
راهول روی (به انگلیسی: Rahul Roy) (زاده ۹ فوریهٔ ۱۹۶۸) بازیگر هندی است.
از فیلم‌هایی که وی در آن نقش داشته است می‌توان به گرداب احساسات، ناگهان، عاشقی، رویاهای ساجن، تقوا و زلزله اشاره کرد.